# المجلس العالمي للمعالم والمواقع
المجلس العالمي للمعالم والمواقع اختصارًا إيكوموس (بالإنجليزية: International Council on Monuments and Sites أو ICOMOS) هي جمعيّة مهنيّة تعمل من أجل حفظ وحماية واستدامة أماكن التراث الثقافي في جميع أنحاء العالم، يقع مقرها الدولي في باريس، فرنسا. تأسست إيكوموس في عام 1965 نتيجةً لميثاق البندقية عام 1964، وهي تقدِّم توصيات لمنظمة اليونسكو عن مواقع التراث العالمي.
يضم المجلس حاليًا أكثر من 7500 عضوًا، إذ لا بد أن يكون كل عضوٍ من الأعضاء مؤهلاً في مجالات الحفاظ (conservation)، والمشاهد الطبيعية (landscape)، والعمارة، وعلم الآثار، تخطيط مدن، والتاريخ.